# Potopni most
Potopni most je vrsta premičnega mostu, ki znižuje most pod vodnim nivojem, da omogoča vodnim plovilom uporabiti vodno pot. Od dvižnega mostu se razlikuje v načinu dviganja mostu, kjer se vozišče dvigne na vodo vodoravno ali se odpre na eno ali obe strani. 
Čez Korintski prekop sta dva potopna mostova, eden na vsakem koncu, v Istmiji (37°58′N 22°59′E / 37.967°N 22.983°E) in Pozejdoniji (Korintu) (37°51′N 22°00′E / 37.850°N 22.000°E). Spusti se do 8 metrov pod vodno gladino in se umakne ladjam, ki prečkajo prekop.
Glavna prednost potopnega mostu pred podobnimi dvižnimi mostovi, kjer se vozišče dvigne vodoravno nad vodo, je, da ni strukture nad ladijskim prometom, ki bi omejevala višino. To je še posebej pomembno za jadrnice. Poleg tega je pomanjkanje strukture v višini tudi estetsko. Potopljena mostna konstrukcija pa omejuje ugrez plovil na plovni poti.
Izraz potopni most se včasih uporablja tudi za nepremični most, ki je zasnovan tako, da zdrži preplavitev in visoke vode, če se dvigne nivo vode. Tak most se imenuje inundacijski most.